# Özay
Özay ist ein türkischer männlicher und weiblicher Vorname. Der Vorname setzt sich aus den Wörtern öz (wahr, echt oder rein) und ay (Mond) zusammen und hat die Bedeutung Dessen Wesen rein wie der Mond ist. Der Vorname tritt bei Männern und Frauen etwa im gleichen Verhältnis sowie auch als Familienname auf.

## Namensträger

### Vorname
- Özay Fecht (* 1953), deutsche Schauspielerin und Jazzsängerin
- Özay Gönlüm (1940–2000), türkischer Sänger

### Familienname
- Gupse Özay (* 1984), türkische Schauspielerin, Regisseurin und Drehbuchautorin
- Tuğba Özay (* 1978), türkische Sängerin, Model und Sportlerin